# Josep Maria Fradera i Barceló
Josep Maria Fradera i Barceló   (Mataró, 1952) és un historiador català.

## Biografia
És catedràtic d'Història del Departament d'Humanitats de la Universitat Pompeu Fabra i especialista en història del colonialisme i la configuració ideològica del catalanisme del segle xix.
D'entre els seus estudis destaquen Colonias para después de un imperio (2005) i, especialment, La nación imperial (2015). En aquest últim llibre, Fradera analitza els canvis en els sistemes imperials i la relació amb les seves colònies des de mitjan segle XVIII fins al final de la Primera Guerra Mundial. La principal tesi que planteja és que es van desenvolupar models constitucionals duals. És a dir, les metròpolis van començar a regir-se amb models constitucionals i de garanties de drets específics als seus habitants, mentre que a les colònies es crearen mecanismes de control amb marcs legals diferents que regulaven la vida dels habitants de les colònies. Així doncs, es pot explicar com, per exemple, l'esclavitud als territoris metropolitans era il·legal mentre que a les colònies podia prevaldre. En el cas espanyol, de fet, fins a 1886.
Antes del antiimperialismo. Genealogía y límites de una tradición humanitaria (2022) és el seu últim llibre, assaig amb el qual guanyà el Premi Anagrama d'Assaig.
Altres obres d'interès són Cultura nacional en una societat dividida: patriotisme i cultura a Catalunya (1838-1868) (1992), el seu assaig sobre Jaume Balmes, o La pàtria dels catalans (2009).

## Publicacions destacades
- «Miquel Biada i l'esclavitud a Cuba», a Fulls del Museu-Arxiu de Santa Maria de Mataró, 15, pp. 29-33, 1982
- Crisi colonial i mercat interior, 1814-1837. Les bases comercials de la industria catalana moderna (tesi doctoral) UAB, 1983
- «La figura del negre i del negrer en la literatura catalana del XIX», a L'Avenç, 75, pp. 56-61, 1984.
- «Catalunya i Cuba en el segle XIX: el comerç d'esclaus», a L'Avenç, 75, pp. 42-47, 1984
- «La participació catalana en el tràfic d'esclaus (1789-1845)», a Recerques, 16, pp. 119-139, 1984
- Indústria i mercat. Les bases comercials de la industria catalana moderna (1814-1845). Crítica. Barcelona, 1987
- Limitaciones históricas del abolicionismo catalán», a de Solano, F. i Guimerá Ravina, A. (eds.), Esclavitud y derechos humanos, CSIC, Madrid, 1999.
- Colonias para después de un imperio. Bellaterra. Barcelona, 2005
- La nación imperial (1750-1918). Marcial Pons, Barcelona, 2015
- Antes del antiimperialismo. Genealogía y límites de una tradición humanitaria. Anagrama, 2022.